# Moimay
Moimay est une commune française située dans le département de la Haute-Saône, la région culturelle et historique de Franche-Comté et la région administrative Bourgogne-Franche-Comté.
Moima en patois. 21 ménages en 1614.

## Géographie

### Topographie
Le village s'étend principalement sur deux parties : l'une basse au niveau de l'Ognon, l'autre plus en hauteur.

### Hydrographie
Moimay est traversée par une rivière de débit moyen, l'Ognon qui y reçoit comme affluent le Lauzin.
La fontaine principale est alimentée par une source se trouvant en contrebas de la partie haute du village. Sa position lui permet ainsi de récolter les eaux de pluie.

### Climat
Pour des articles plus généraux, voir Climat de la Bourgogne-Franche-Comté et Climat de la Haute-Saône.
En 2010, le climat de la commune est de type climat de montagne, selon une étude du Centre national de la recherche scientifique s'appuyant sur une série de données couvrant la période 1971-2000. En 2020, Météo-France publie une typologie des climats de la France métropolitaine dans laquelle la commune est exposée à un climat semi-continental et est dans la région climatique  Lorraine, plateau de Langres, Morvan, caractérisée par un hiver rude (1,5 °C), des vents modérés et des brouillards fréquents en automne et hiver. 
Pour la période 1971-2000, la température annuelle moyenne est de 10,2 °C, avec une amplitude thermique annuelle de 17,4 °C. Le cumul annuel moyen de précipitations est de 1 097 mm, avec 12,5 jours de précipitations en janvier et 10,2 jours en juillet. Pour la période 1991-2020, la température moyenne annuelle observée sur la station météorologique de Météo-France la plus proche, « Villersexel Sa », sur la commune de Villersexel à 2 km à vol d'oiseau, est de 10,8 °C et le cumul annuel moyen de précipitations est de 1 037,9 mm. 
La température maximale relevée sur cette station est de 38,4 °C, atteinte le 8 août 2003 ; la température minimale est de −19,4 °C, atteinte le 20 décembre 2009,,. 
Les paramètres climatiques de la commune ont été estimés pour le milieu du siècle (2041-2070) selon différents scénarios d'émission de gaz à effet de serre à partir des nouvelles projections climatiques de référence DRIAS-2020. Ils sont consultables sur un site dédié publié par Météo-France en novembre 2022.

## Urbanisme

### Typologie
Au 1er janvier 2024, Moimay est catégorisée commune rurale à habitat dispersé, selon la nouvelle grille communale de densité à sept niveaux définie par l'Insee en 2022.
Elle est située hors unité urbaine et hors attraction des villes,.

### Occupation des sols
L'occupation des sols de la commune, telle qu'elle ressort de la base de données européenne d’occupation biophysique des sols Corine Land Cover (CLC), est marquée par l'importance des territoires agricoles (69,6 % en 2018), en diminution par rapport à 1990 (72,7 %). La répartition détaillée en 2018 est la suivante : 
prairies (33,6 %), forêts (30,4 %), terres arables (23,1 %), zones agricoles hétérogènes (13 %). L'évolution de l’occupation des sols de la commune et de ses infrastructures peut être observée sur les différentes représentations cartographiques du territoire : la carte de Cassini (XVIIIe siècle), la carte d'état-major (1820-1866) et les cartes ou photos aériennes de l'IGN pour la période actuelle (1950 à aujourd'hui).

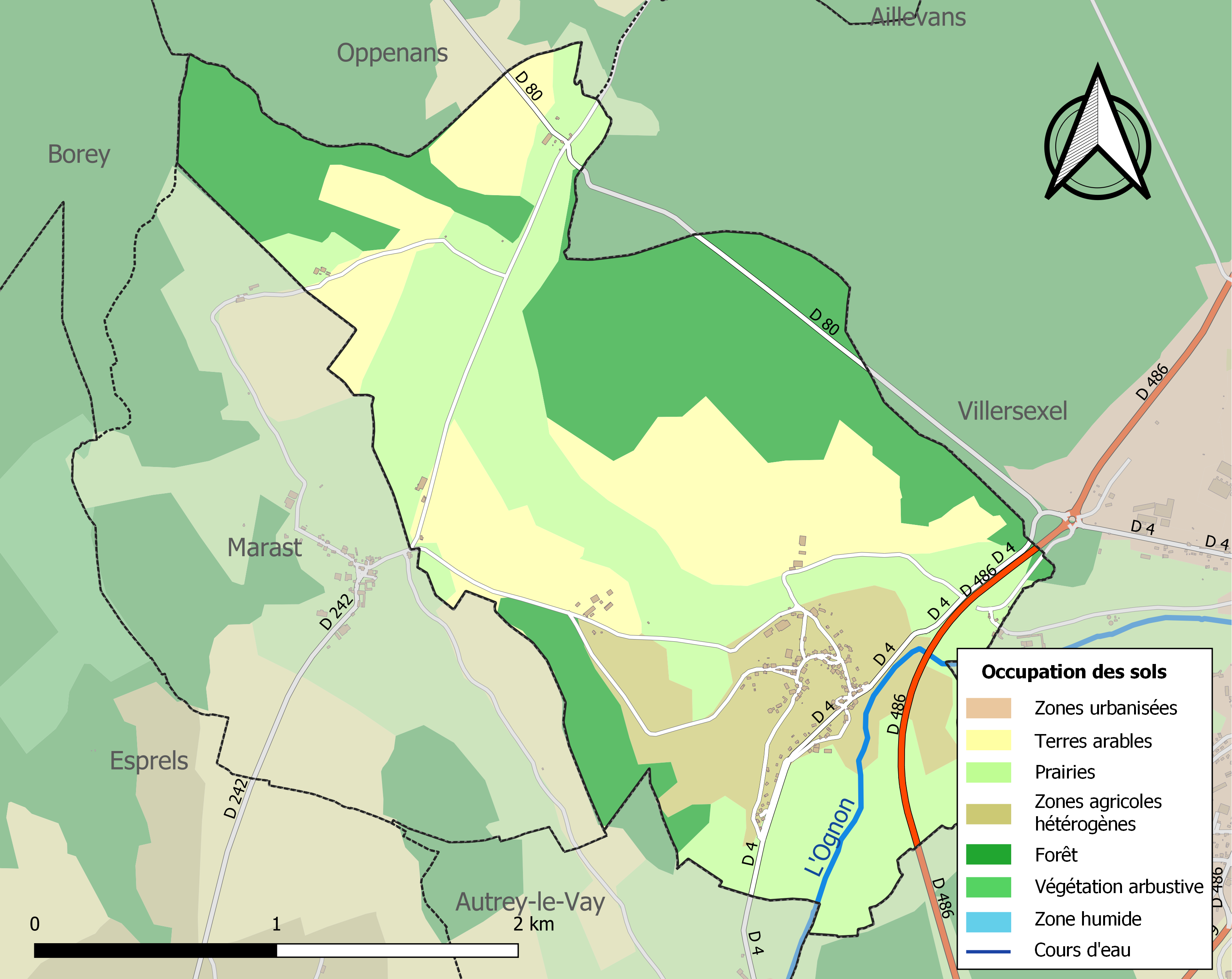
Carte des infrastructures et de l'occupation des sols de la commune en 2018 (CLC).

## Toponymie

### Dépendances
Hameau : les Millots ; fermes : la Grange d'Ancin, la Grange du Mont et la Grange-Marnaux.

## Histoire
Le village dépendait de la terre de Villersexel. Son église qui appartenait en 1130 au prieuré de Marast et était déjà paroissiale au XIIe siècle, fut mère de celle d'Esprels au siècle suivant et des églises d'Aillevans et de Longevelle au XVIIe siècle et au XVIIIe siècle. Elle dépendait du chapitre de Dole. Elle a été reconstruite en 1849 sauf le clocher.

### Période contemporaine
- En 1838, un incendie ravage[14] les vastes grangeages et écuries de l'ancien prieuré de Marast, appartenant alors à l'institut des Marianistes. Le feu qui eut lieu dans la nuit du 13 au 14 novembre provoqua pour 12 à 15 mille francs de dommages.
- De sanglants combats ont eu lieu à Moimay en 1871, lors de la bataille de Villersexel. L'État acheté à la commune une parcelle de terrain et dans laquelle furent réinhumés 19 militaires français et 19 militaires allemands[15]. On y transféra également le corps de 10 français et de 10 allemands, inhumés dans la commune de Autrey-le-Vay et celui d'un autre français inhumé à Marast. Une croix monolithe portait l'inscription : Aux victimes de la guerre 1870-1871.

## Politique et administration

Carte départementale représentant en rouge la communauté de communes du Pays de Villersexel.

### Rattachements administratifs et électoraux
La commune fait partie de l'arrondissement de Vesoul du département de la Haute-Saône, en région Bourgogne-Franche-Comté. Pour l'élection des députés, elle dépend de la deuxième circonscription de la Haute-Saône.
Elle fait partie depuis 1793 du canton de Villersexel. Dans le cadre du redécoupage cantonal de 2014 en France, le canton s'est agrandi, passant de 32 à 47.

### Intercommunalité
La commune s'est associée avec d'autres dès 1965 dans le cadre d'un syndicat intercommunal à vocation multiple (SIVOM), prédécesseur de l'actuelle communauté de communes du Pays de Villersexel, dont elle demeure membre.

### Liste des maires

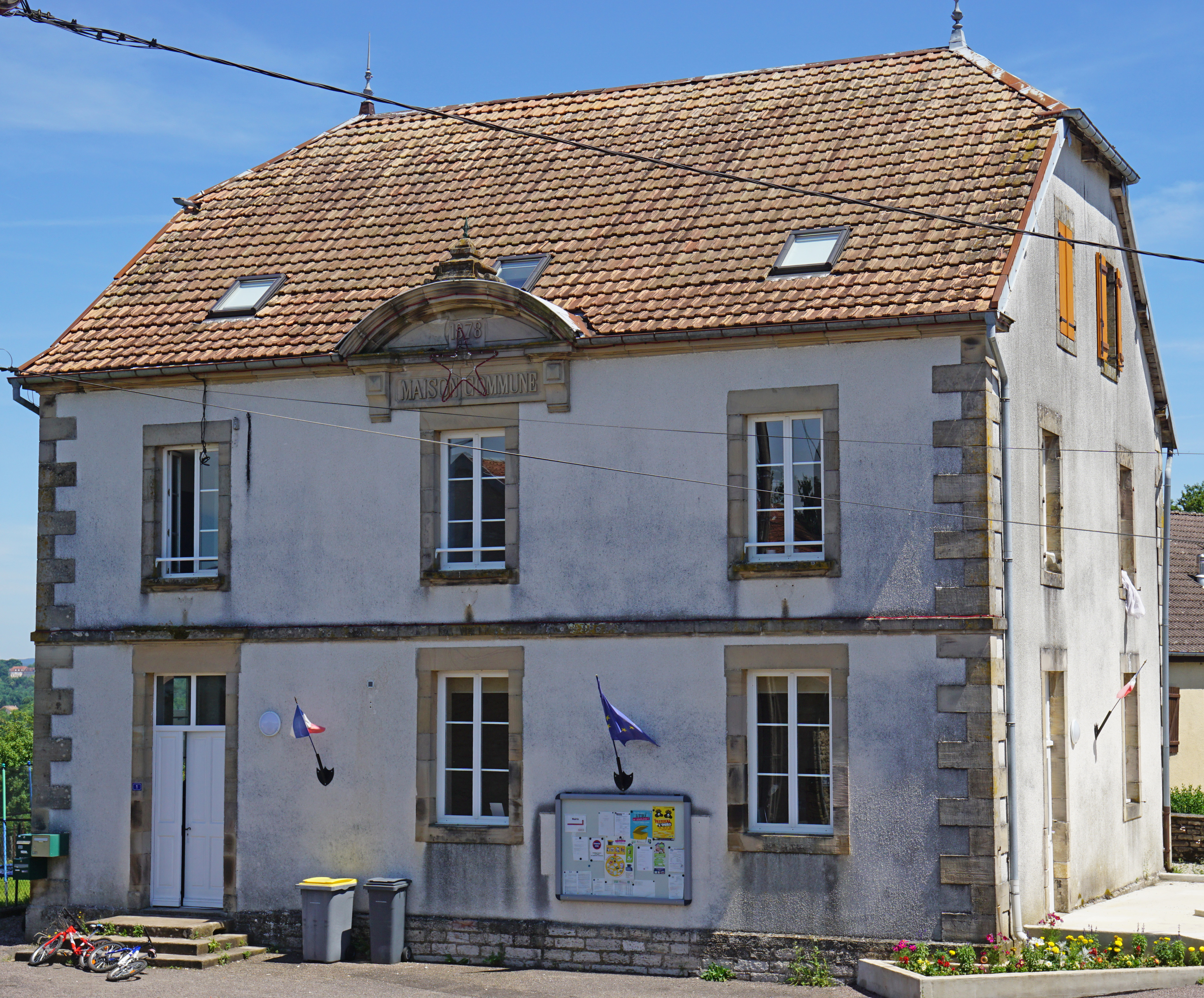
La mairie.

| Période                                  | Période      | Identité                | Étiquette | Qualité                                                                                        |
| ---------------------------------------- | ------------ | ----------------------- | --------- | ---------------------------------------------------------------------------------------------- |
| Les données manquantes sont à compléter. |              |                         |           |                                                                                                |
| 1873                                     | 1877         | Jean François Besson    |           |                                                                                                |
| 1878                                     | 4/1892       | Pierre Auguste Marquand |           |                                                                                                |
|                                          | 5/1892       | Jean François Besson    |           |                                                                                                |
| 8/1892                                   | 4/1904       | Joseph Marthey          |           |                                                                                                |
| 05/1904                                  | 03/1908      | Eugène Péquignot        |           |                                                                                                |
| 06/1908                                  | 2/1909       | Alexandre Charbonnier   |           |                                                                                                |
| 09/1909                                  | 5/1919       | Joseph Marthey          |           |                                                                                                |
| 1919                                     | 1922         | Henri Vaudrey           |           |                                                                                                |
| 1926                                     |              | Adam                    |           |                                                                                                |
| 1936                                     |              | Vaudrey                 |           |                                                                                                |
|                                          |              | Gamet                   |           |                                                                                                |
|                                          |              | René Marthey            |           |                                                                                                |
| avant 1995                               | février 2002 | Jean-Pierre Vaudrey     |           |                                                                                                |
| mars 2002                                | mars 2008    | Roland Grasperger       |           |                                                                                                |
| mars 2008                                | En cours     | André Marthey           |           | Éleveur Vice-président de la CC du Pays de Villersexel (2014 →) Réélu pour le mandat 2020-2026 |

### Jumelage
En 2016, un jumelage est envisagé avec la commune portugaise de Lavacolhos, terre natale de plusieurs habitants du village.

## Population et société

### Démographie
L'évolution du nombre d'habitants est connue à travers les recensements de la population effectués dans la commune depuis 1793. Pour les communes de moins de 10 000 habitants, une enquête de recensement portant sur toute la population est réalisée tous les cinq ans, les populations de référence des années intermédiaires étant quant à elles estimées par interpolation ou extrapolation. Pour la commune, le premier recensement exhaustif entrant dans le cadre du nouveau dispositif a été réalisé en 2007.

En 2022, la commune comptait 238 habitants, en évolution de +1,28 % par rapport à 2016 (Haute-Saône : −1,4 %, France hors Mayotte : +2,11 %).
| 1793 | 1800 | 1806 | 1821 | 1831 | 1836 | 1841 | 1846 | 1851 |
| ---- | ---- | ---- | ---- | ---- | ---- | ---- | ---- | ---- |
| 290  | 301  | 310  | 299  | 339  | 374  | 391  | 376  | 419  |

| 1856 | 1861 | 1866 | 1872 | 1876 | 1881 | 1886 | 1891 | 1896 |
| ---- | ---- | ---- | ---- | ---- | ---- | ---- | ---- | ---- |
| 365  | 397  | 468  | 363  | 341  | 327  | 306  | 300  | 285  |

| 1901 | 1906 | 1911 | 1921 | 1926 | 1931 | 1936 | 1946 | 1954 |
| ---- | ---- | ---- | ---- | ---- | ---- | ---- | ---- | ---- |
| 236  | 224  | 217  | 194  | 214  | 187  | 225  | 210  | 233  |

| 1962 | 1968 | 1975 | 1982 | 1990 | 1999 | 2006 | 2007 | 2012 |
| ---- | ---- | ---- | ---- | ---- | ---- | ---- | ---- | ---- |
| 205  | 209  | 189  | 208  | 195  | 165  | 219  | 220  | 223  |

| 2017 | 2022 | - | - | - | - | - | - | - |
| ---- | ---- | - | - | - | - | - | - | - |
| 236  | 238  | - | - | - | - | - | - | - |

### Manifestations culturelles et festivités
Un championnat de caisses à savon a eu lieu dans le village en août 2013 et 2014.
Le 21 mai 2016 s'est déroulé le festival de la voie verte mêlant promotion du patrimoine local ainsi que spectacles et concerts de rue.

## Culture locale et patrimoine

### Lieux et monuments
- La Voie verte, réalisée par la CCPV sur l'emprise de l'ancienne ligne de Montbozon à Lure, avec, à terme, l'ambition de créer un cheminement doux vers Besançon, au-delà de Lure et de se connecter à des axes tels que l’EuroVelo 6 qui relie Saint-Brevin-les-Pins, près de Nantes, en France à Constanța en Roumanie[27],[28].

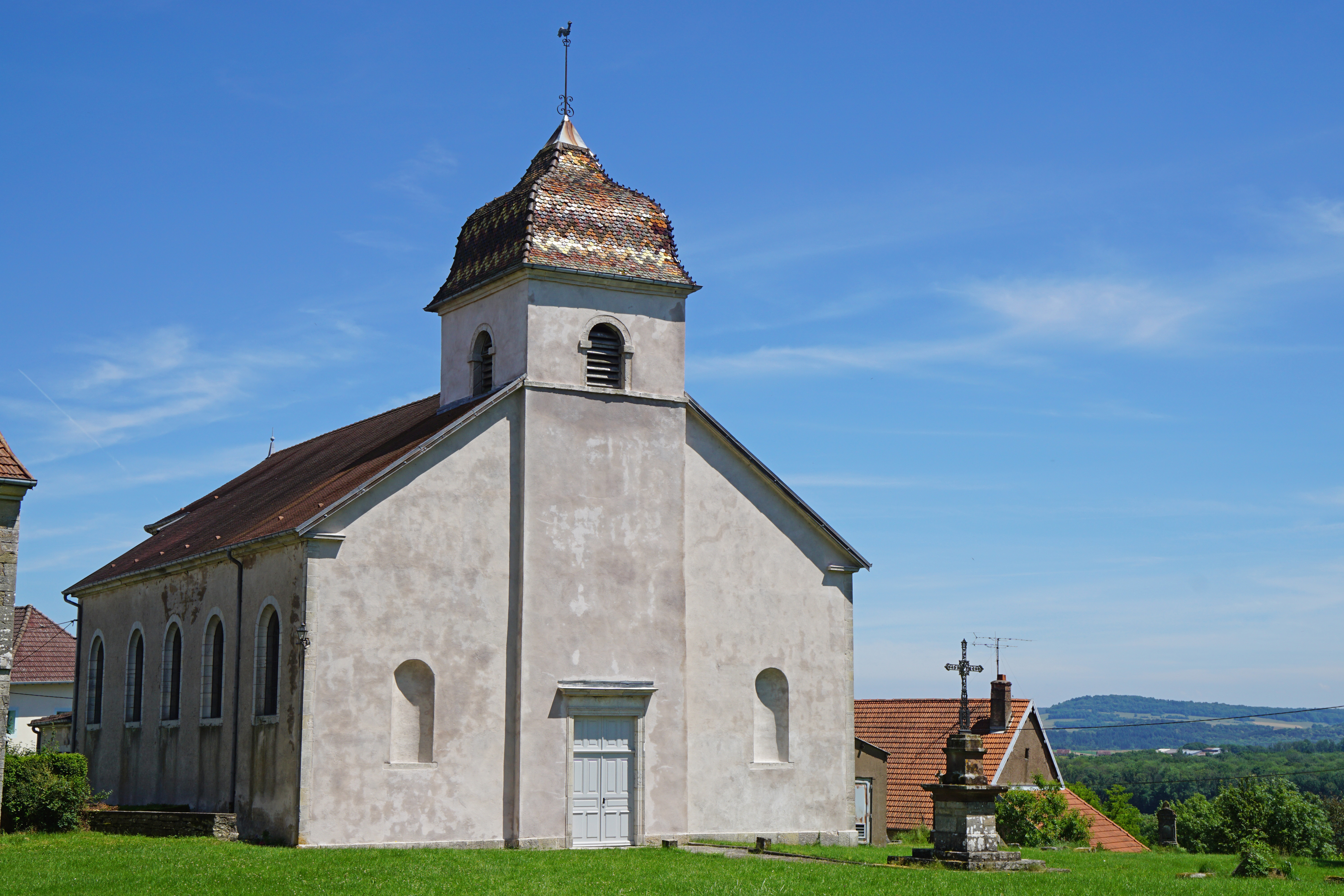
L'église.
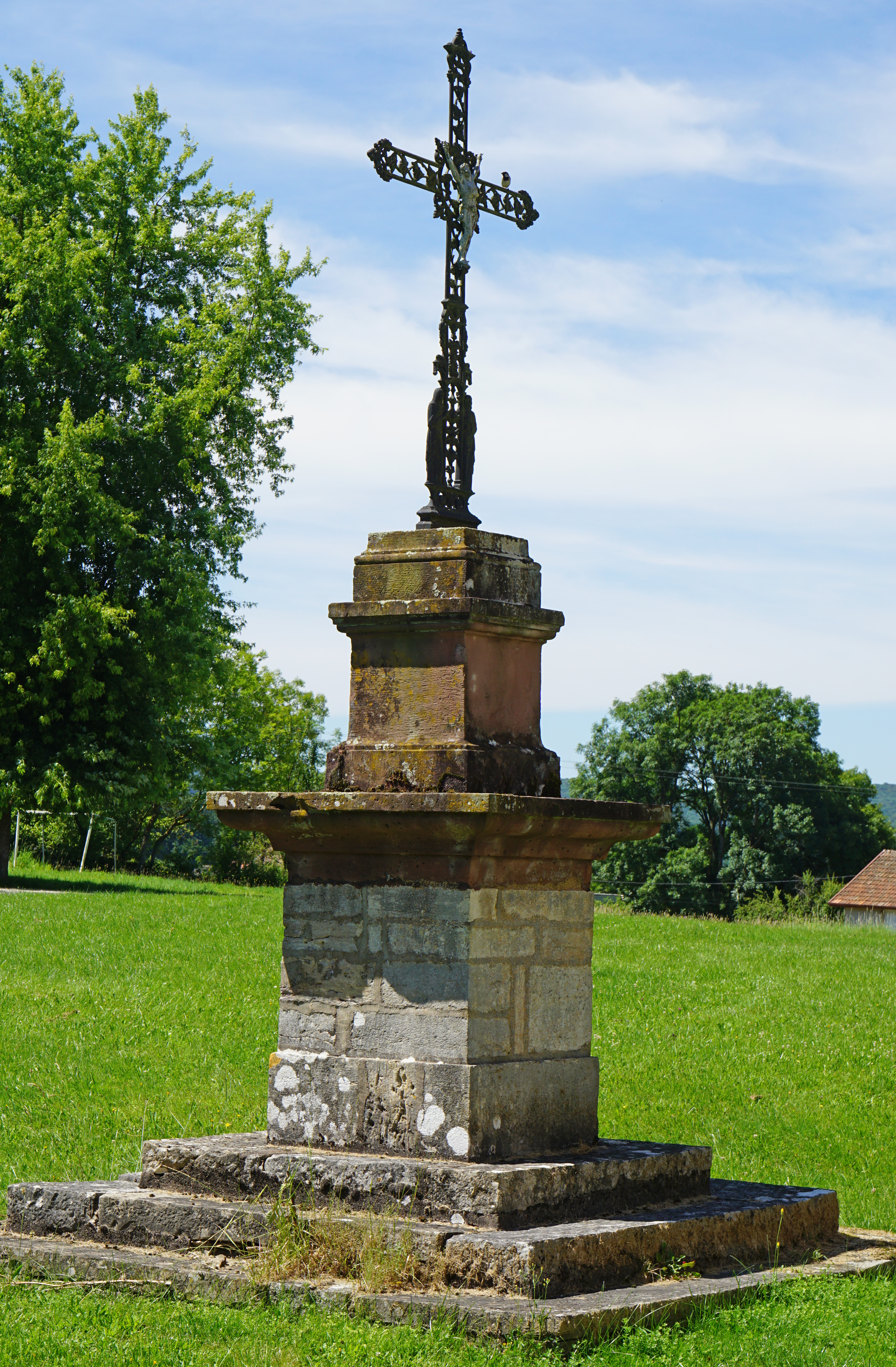
Croix.
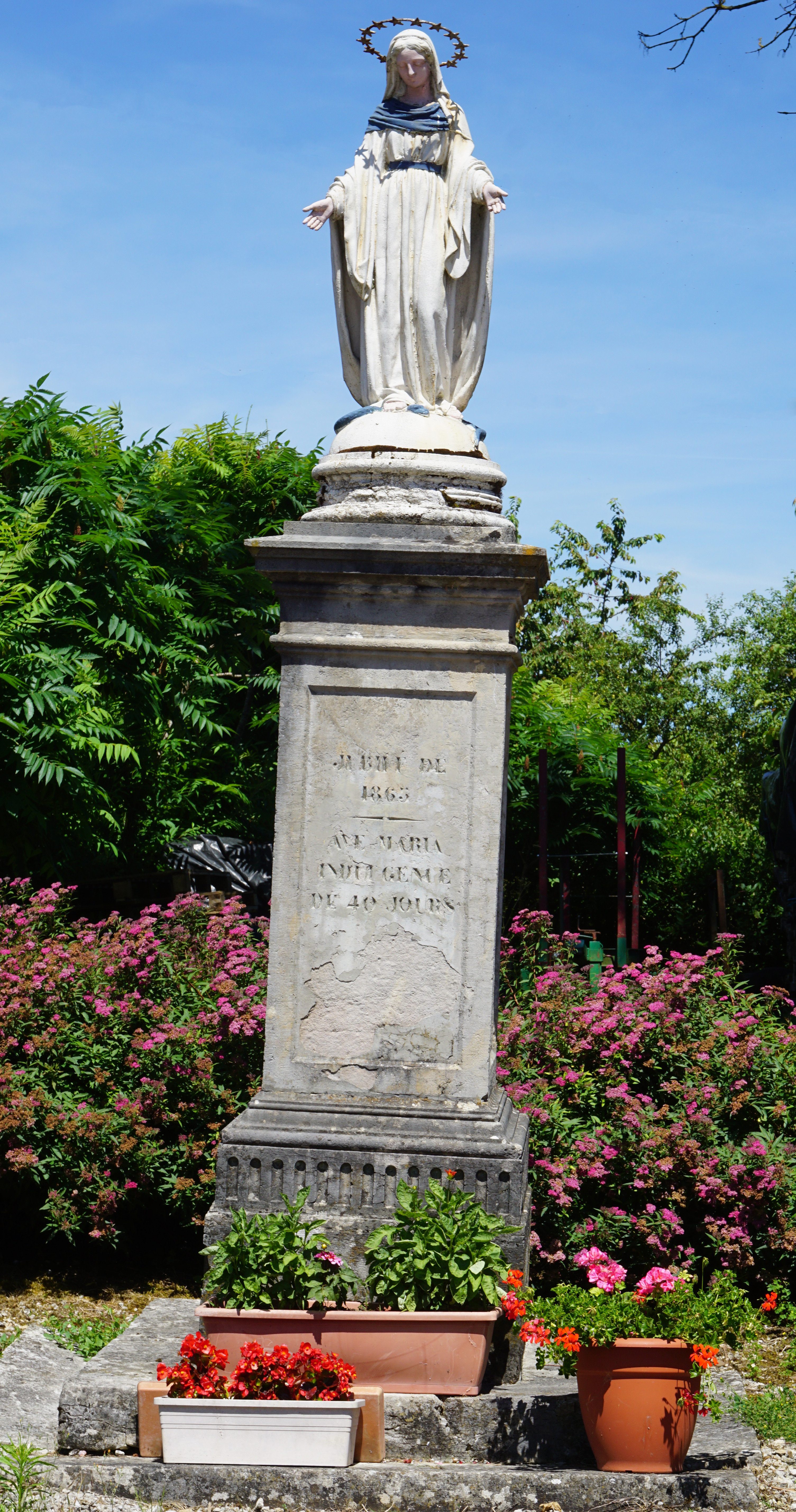
Statue de la Vierge.
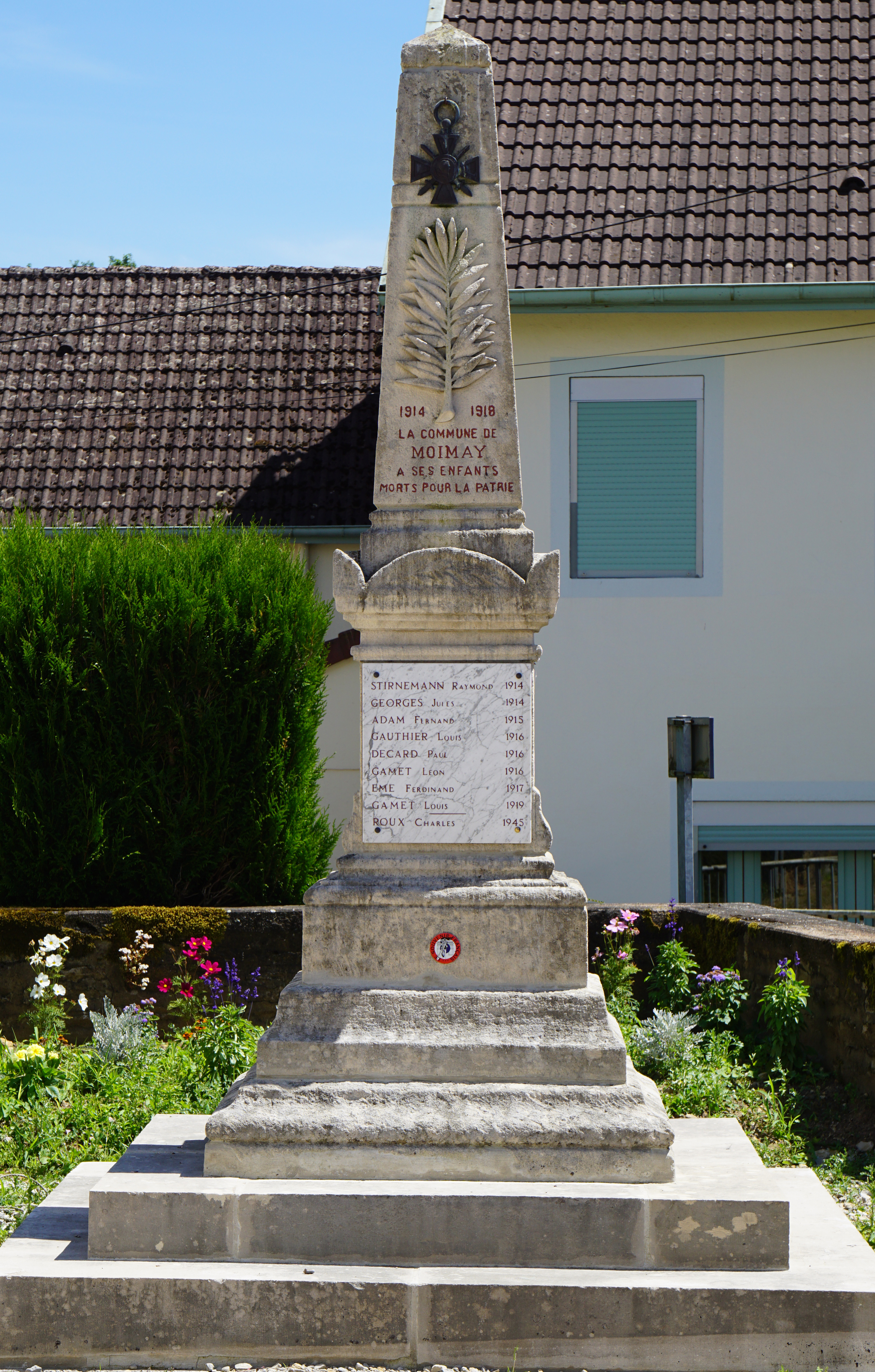
Monument aux morts.
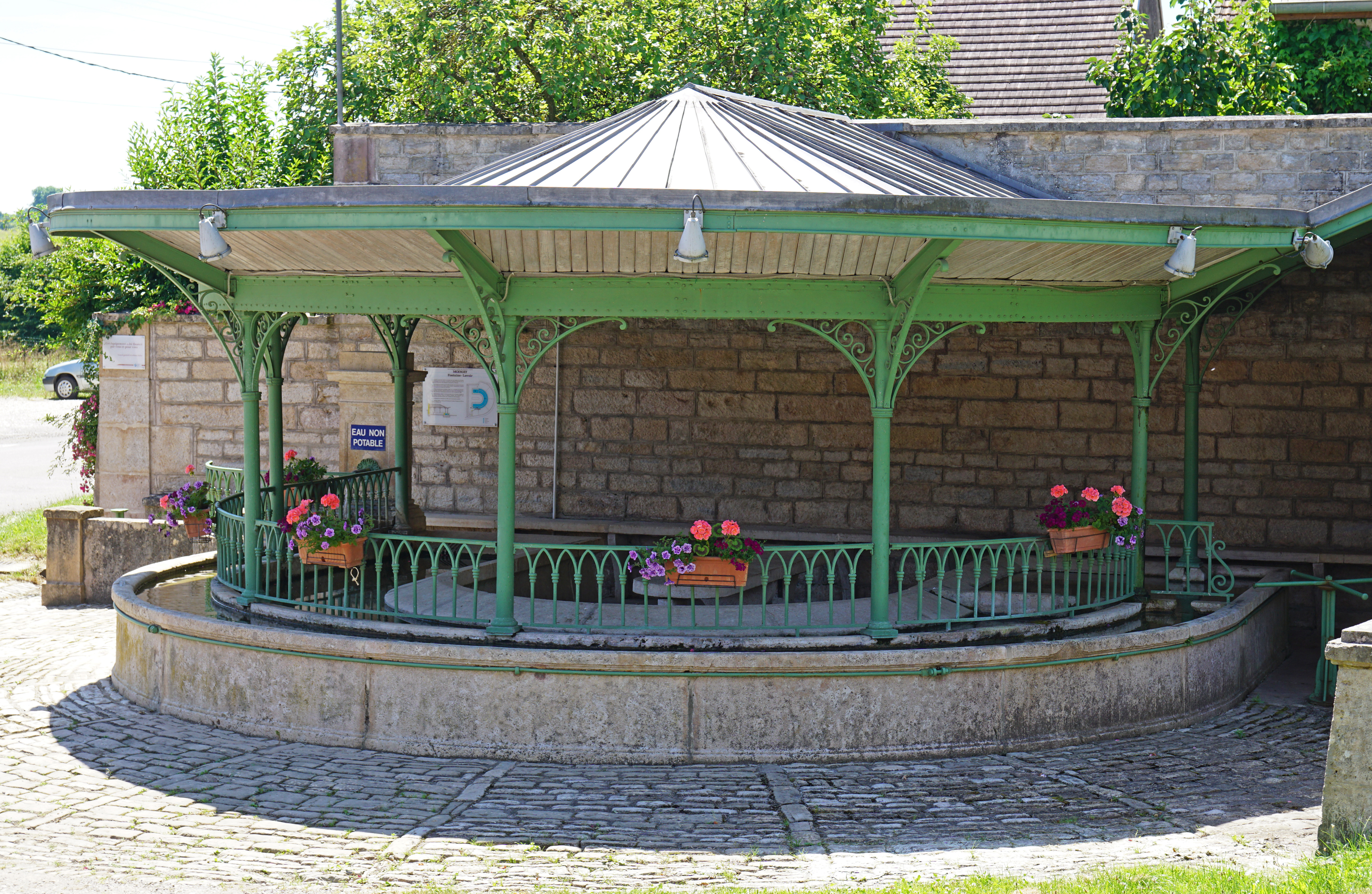
Lavoir.
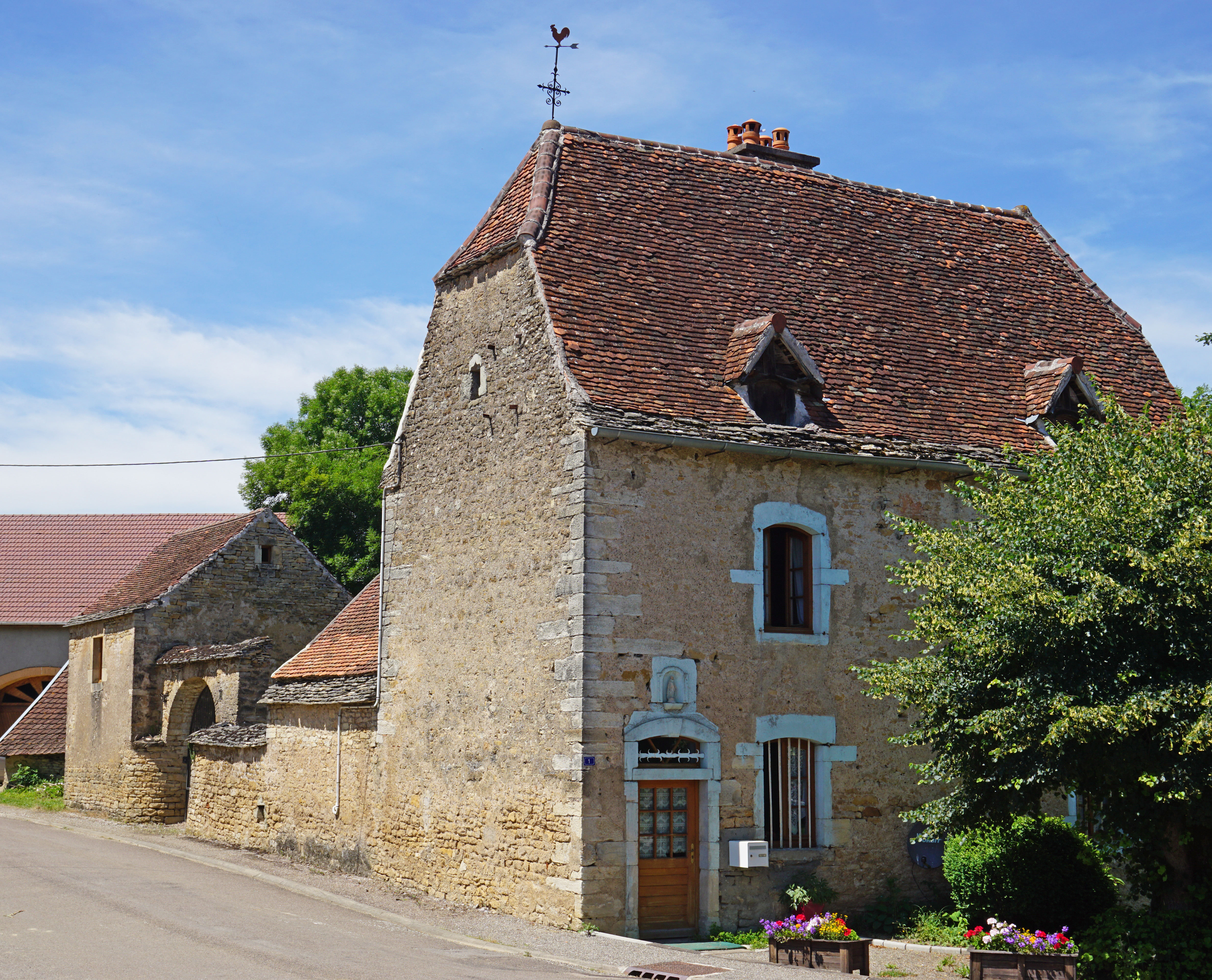
Ferme ancienne.

### Héraldique
|  | Les armes de la commune se blasonnent ainsi : « Parti, au premier, coupé emanché d'argent et de gueules ; au second, palé de six pièces d'argent et de gueules, au chef d'azur chargé de trois coquilles Saint-Jacques d'or. » |